# Warzenbach

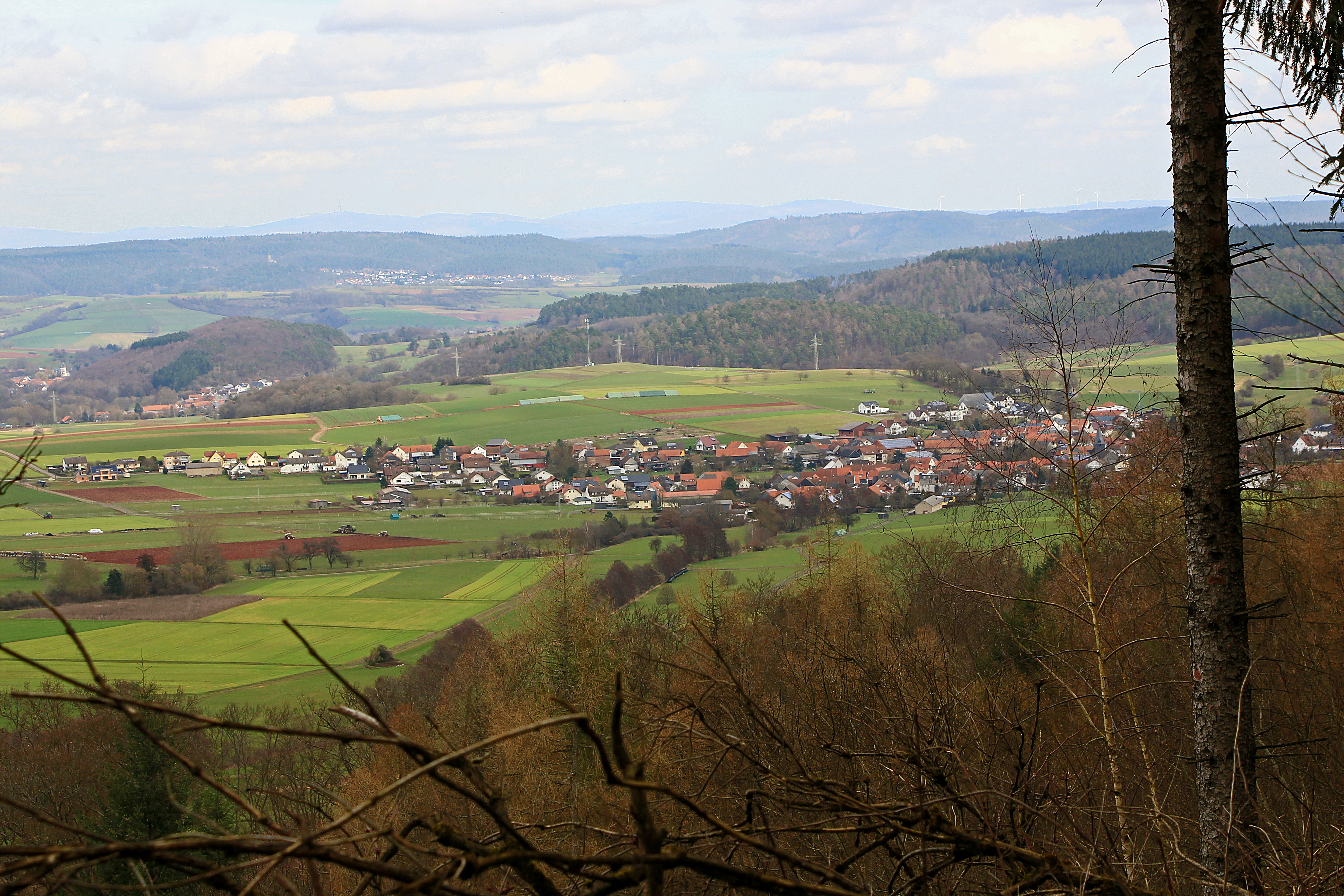
Warzenbach vom Homberg gesehen

Warzenbach ist ein Stadtteil von Wetter (Hessen) im mittelhessischen Landkreis Marburg-Biedenkopf.

## Geographie
Der Ort liegt auf einer kleinen Hochfläche, eingerahmt vom Wollenberg im Süden und von den neben- und hintereinander aufragenden Kuppen des Lützlergebirges, östlichen Ausläufern des Rothaargebirges, im Westen und im Norden.
Zwischen Warzenbach und Treisbach liegen die Reste der ehemaligen Burg Hollende. Die Burgherren der Hollende, die Gisonen, hatten in der deutschen Geschichte wie auch in der Entwicklung der Landgrafschaft von Hessen-Thüringen eine besondere Rolle gespielt. Warzenbach trägt den Charakter der oberhessischen Dörfer.

## Geschichte

### Ortsgeschichte
Der älteste bekannte urkundliche Nachweis belegt den Ort Warzenbach erstmals um das Jahr 1130 als Zubehör der Villikation Ebsdorf des Mainzer St. Stephanstifts.
Zum 1. Juli 1974 wurde die bis dahin selbständige Gemeinde Warzbach im Zuge der Gebietsreform in Hessen kraft Landesgesetz in die Stadt Wetter eingegliedert. Für den Ortsteil Warzenbach, wie für alle Ortsteile von Wetter, wurde ein Ortsbezirk eingerichtet.

### Verwaltungsgeschichte im Überblick
Die folgende Liste zeigt die Staaten und Verwaltungseinheiten, denen Warzenbach angehört(e):
- vor 1567: Heiliges Römisches Reich, Landgrafschaft Hessen, Amt Wetter[7]
- ab 1567: Heiliges Römisches Reich, Landgrafschaft Hessen-Marburg, Amt Wetter[8]
- 1604–1648: Heiliges Römisches Reich, strittig zwischen Landgrafschaft Hessen-Darmstadt und Landgrafschaft Hessen-Kassel  (Hessenkrieg), Amt Wetter
- ab 1648: Heiliges Römisches Reich, Landgrafschaft Hessen-Kassel, Amt Wetter
- ab 1806: Landgrafschaft Hessen-Kassel, Amt Wetter
- 1807–1813: Königreich Westphalen, Departement der Werra, Distrikt Marburg, Kanton Wetter
- ab 1815: Kurfürstentum Hessen, Amt Wetter[9]
- ab 1821: Kurfürstentum Hessen, Provinz Oberhessen, Kreis Marburg[10][Anm. 2]
- ab 1851: Kurfürstentum Hessen, Provinz Oberhessen, Kreis Marburg
- ab 1867: Königreich Preußen, Provinz Hessen-Nassau, Regierungsbezirk Kassel, Kreis Marburg
- ab 1871: Deutsches Reich,  Königreich Preußen, Provinz Hessen-Nassau, Regierungsbezirk Kassel, Kreis Marburg
- ab 1918: Deutsches Reich, Freistaat Preußen, Provinz Hessen-Nassau, Regierungsbezirk Kassel, Kreis Marburg
- ab 1944: Deutsches Reich, Freistaat Preußen, Provinz Kurhessen, Landkreis Marburg
- ab 1945: Amerikanische Besatzungszone, Groß-Hessen, Regierungsbezirk Kassel, Landkreis Marburg
- ab 1946: Amerikanische Besatzungszone, Land Hessen, Regierungsbezirk Kassel, Landkreis Marburg
- ab 1949: Bundesrepublik Deutschland, Land Hessen, Regierungsbezirk Kassel, Landkreis Marburg
- ab 1974: Bundesrepublik Deutschland, Land Hessen, Regierungsbezirk Kassel, Landkreis Marburg-Biedenkopf, Stadt Wetter (Hessen)[Anm. 3]
- ab 1981: Bundesrepublik Deutschland, Land Hessen, Regierungsbezirk Gießen, Landkreis Marburg-Biedenkopf, Stadt Wetter (Hessen)

### Gerichte seit 1821
Mit Edikt vom 29. Juni 1821 wurden in Kurhessen Verwaltung und Justiz getrennt. Der Kreis Marburg war für die Verwaltung und das Justizamt Wetter war als Gericht in erster Instanz für Warzenbach zuständig. Nach der Annexion Kurhessens durch Preußen erfolgte am 1. September 1867 die Umbenennung des bisherigen Justizamtes in Amtsgericht Wetter. Auch mit dem Inkrafttreten des Gerichtsverfassungsgesetzes (GVG) 1877 blieb das Amtsgericht bestehen. 1943 wurde das Amtsgericht Zweigstelle des Amtsgerichts Marburg und 1946 wurde auch die Zweigstelle geschlossen. Der Bezirk des Amtsgerichts Wetter ging im Bezirk des Amtsgerichts Marburg auf.

## Bevölkerung

### Einwohnerstruktur 2011
Nach den Erhebungen des Zensus 2011 lebten am Stichtag dem 9. Mai 2011 in Warzenbach 477 Einwohner. Darunter waren keine Ausländer.
Nach dem Lebensalter waren 78 Einwohner unter 18 Jahren, 192 zwischen 18 und 49, 117 zwischen 50 und 64 und 90 Einwohner waren älter. Die Einwohner lebten in 186 Haushalten. Davon waren 42 Singlehaushalte, 57 Paare ohne Kinder und 66 Paare mit Kindern, sowie 18 Alleinerziehende und 3 Wohngemeinschaften. In 30 Haushalten lebten ausschließlich Senioren und in 123 Haushaltungen leben keine Senioren.

### Einwohnerentwicklung
| Quelle: | Historisches Ortslexikon                                                                               |
| • 1502: | 18 Männer                                                                                              |
| • 1577: | 46 Hausgesesse                                                                                         |
| • 1580: | 19 Ackerleute, 31 Einläuftige                                                                          |
| • 1630: | 33 Hausgesesse (6 zweispännige, 15 einspännige Ackerleute, 12 Einläuftige)                             |
| • 1681: | 27 hausgesessene Mannschaften                                                                          |
| • 1820: | 54 Häuser, 350 Einwohner                                                                               |
| • 1747: | 47 Hausgesesse                                                                                         |
| • 1838: | 370 Einwohner (Familien: 44 nutzungsberechtigte, 13 nicht nutzungsberechtigte Ortsbürger, 8 Beisassen) |

| Warzenbach: Einwohnerzahlen von 1778 bis 2020 | Warzenbach: Einwohnerzahlen von 1778 bis 2020 | Warzenbach: Einwohnerzahlen von 1778 bis 2020 | Warzenbach: Einwohnerzahlen von 1778 bis 2020 | Warzenbach: Einwohnerzahlen von 1778 bis 2020 |
| --- | --------------------------------------------- | --------------------------------------------- | --------------------------------------------- | --------------------------------------------- |
| Jahr |                                               |                                               |                                               | Einwohner                                     |
| 1778 | 1778                                          |                                               | 370                                           | 370                                           |
| 1791 | 1791                                          |                                               | 396                                           | 396                                           |
| 1800 | 1800                                          |                                               | ?                                             | ?                                             |
| 1820 | 1820                                          |                                               | 350                                           | 350                                           |
| 1834 | 1834                                          |                                               | 417                                           | 417                                           |
| 1840 | 1840                                          |                                               | 384                                           | 384                                           |
| 1846 | 1846                                          |                                               | 409                                           | 409                                           |
| 1852 | 1852                                          |                                               | 433                                           | 433                                           |
| 1858 | 1858                                          |                                               | 448                                           | 448                                           |
| 1864 | 1864                                          |                                               | 457                                           | 457                                           |
| 1871 | 1871                                          |                                               | 434                                           | 434                                           |
| 1875 | 1875                                          |                                               | 453                                           | 453                                           |
| 1885 | 1885                                          |                                               | 502                                           | 502                                           |
| 1895 | 1895                                          |                                               | 523                                           | 523                                           |
| 1905 | 1905                                          |                                               | 468                                           | 468                                           |
| 1910 | 1910                                          |                                               | 466                                           | 466                                           |
| 1925 | 1925                                          |                                               | 506                                           | 506                                           |
| 1939 | 1939                                          |                                               | 481                                           | 481                                           |
| 1946 | 1946                                          |                                               | 684                                           | 684                                           |
| 1950 | 1950                                          |                                               | 671                                           | 671                                           |
| 1956 | 1956                                          |                                               | 580                                           | 580                                           |
| 1961 | 1961                                          |                                               | 546                                           | 546                                           |
| 1967 | 1967                                          |                                               | 510                                           | 510                                           |
| 1976 | 1976                                          |                                               | 517                                           | 517                                           |
| 1985 | 1985                                          |                                               | ?                                             | ?                                             |
| 1995 | 1995                                          |                                               | 541                                           | 541                                           |
| 2005 | 2005                                          |                                               | ?                                             | ?                                             |
| 2011 | 2011                                          |                                               | 477                                           | 477                                           |
| 2015 | 2015                                          |                                               | 480                                           | 480                                           |
| 2020 | 2020                                          |                                               | 455                                           | 455                                           |
| Datenquelle: Historisches Gemeindeverzeichnis für Hessen: Die Bevölkerung der Gemeinden 1834 bis 1967. Wiesbaden: Hessisches Statistisches Landesamt, 1968. Weitere Quellen: LAGIS; Städteatlas Hessen; Stadt Wetter; Zensus 2011 |                                               |                                               |                                               |                                               |

### Historische Religionszugehörigkeit
| Quelle: | Historisches Ortslexikon                                                                     |
| • 1830: | 545 evangelische Einwohner                                                                   |
| • 1861: | alle Einwohner evangelisch-lutherisch                                                        |
| • 1885: | 458 evangelische (= 91,97 %), drei katholische (= 0,60 %), und 37 andere (= 7,43 %) Christen |
| • 1961: | 510 evangelische (= 93,41 %), 25 katholische (= 4,58 %) Einwohner                            |

### Historische Erwerbstätigkeit
| Quelle: | Historisches Ortslexikon |
| • 1778: | Erwerbspersonen: 19 Ackerleute, zwei Schmiede, zwei Wagner, ein Maurer, zwei Pottaschensieder, zwei Schneider, ein Wirt, ein Leineweber, 18 weitere Leineweber zugleich Ackerleute. |
| • 1838: | Familien: 41 Ackerbau, 8 Gewerbe, 9 Tagelöhner. |
| • 1961: | Erwerbspersonen: 230 Land- und Forstwirtschaft, 82 Produzierendes Gewerbe, 17 Handel und Verkehr, 13 Dienstleistungen und Sonstiges.                                                |

## Politik
Für Warzenbach besteht ein Ortsbezirk (Gebiete der ehemaligen Gemeinde Warzenbach) mit Ortsbeirat und Ortsvorsteher nach der Hessischen Gemeindeordnung. Der Ortsbeirat für den Ortsbezirk Wetter besteht aus fünf Mitgliedern. Die Wahlbeteiligung zur Wahl des Ortsbeirats bei der Kommunalwahl 2021 betrug 65,25 %. Alle Kandidaten gehörten der „Bürgerliste“ an. Der Ortsbeirat wählte Gerhard Wagner zum Ortsvorsteher.

## Kultur und Infrastruktur
In Warzenbach gibt es eine Freiwillige Feuerwehr, einen Posaunen- und Kirchenchor, einen Heimatverein und einen Quad- und ATV-Club.